# Вашпаріані
Вашпаріані (груз. ვაშპარიანი) — село в Грузії.
За даними перепису населення 2014 року в селі проживає 65 осіб.